# Konung Gustav IV Adolf-klass
Konung Gustav IV Adolf-klass var en klass av linjeskepp i den svenska Kungliga flottan. Klassen bestod av tre fartyg; Konung Gustav IV Adolf, Carl XIII och Carl XIV Johan. Skeppen byggdes efter ritningar av skeppskonstruktören Fredrik Henrik af Chapman på örlogsvarvet i Karlskrona mellan 1799 och 1835. Bestyckningen utgjordes av 74-84 kanoner, varav huvuddelen stod uppställda på två täckta batteridäck.
Konung Gustav IV Adolf tjänade som flaggskepp för en eskader under finska kriget 1808–09 och deltog, sedan 1809 omdöpt till Gustav den Store, i det svenska fälttåget mot Norge 1814. År 1825 ändrade fartyget åter namn, denna gång till Försiktigheten. Carl XIII var vid byggstarten 1805 tänkt att heta Drottning Fredrika Dorotea Vilhelmina, men namnet ändrades före sjösättningen 1819. Det sist byggda fartyget Carl XIV Johan modifierades på 1850-talet till ånglinjeskepp med propeller. Alla tre fartygen utrangerades på 1860- och 1870-talen, sedan nybyggda pansarfartyg gjort dem föråldrade. Carl XIII gick till upphuggning 1865, Carl XIV Johan året efter och Försiktigheten 1876.

## Klassens fartyg
- Konung Gustav IV Adolf sjösattes den 6 september 1799.[1][2] Hon deltog som flaggskepp i finska kriget 1808–09 och i fälttåget mot Norge 1814. Fartyget döptes 1811 om till Gustav den Store och 1825 till Försiktigheten. Hon utrangerades 1871 och såldes till slopning 1876.[4]
- Carl XIII sjösattes den 19 juli 1819.[1][2] Fartyget ingick sommaren 1854 i en svensk-norsk eskader, vars uppgift var att föra över svenska trupper till Gotland, som ett led i den höjda beredskapen under Krimkriget 1853–56. Carl XIII utrangerades 1862 och höggs upp tre år senare.[5]
- Carl XIV Johan sjösattes den 10 november 1824.[1][2][3] År 1848 reducerades hennes bestyckning från 84 till 72 kanoner och 1854 försågs fartyget med ångmaskin och propeller. Carl XIV Johan utrangerades 1865 och höggs upp i Karlskrona 1866–67.[2][3]